# Kosty
De Kosty was een Oostenrijkse scooter van de firma Johann Kotteletzky die in 1954 op de markt kwam. 
De constructeur was ingenieur Kaulsa, die ook de Lohuer-scooter ontworpen had. Kosty gebruikte een Rotax-tweetaktmotor van 98 cc.